# Carrer del Castell (Talavera)
El carrer del Castell és un carrer de Talavera (Segarra) inclòs a l'Inventari del Patrimoni Arquitectònic de Catalunya.

## Descripció
El carrer del Castell parteix de la part baixa del turó on s'assenta el poble de Talavera i que ressegueix la topografia urbana del seu primitiu nucli fins a arribar al castell situat a la part més alta.

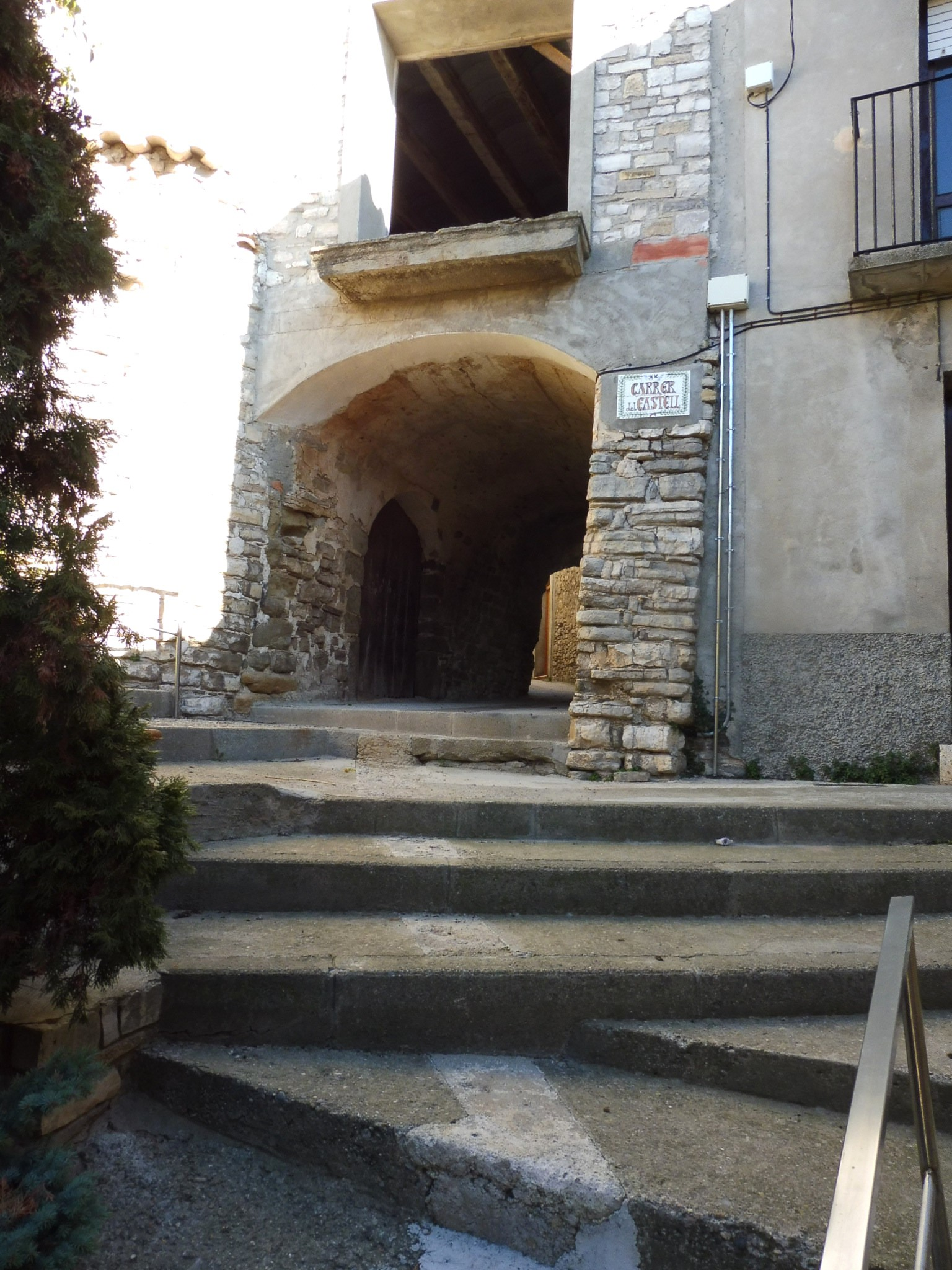
El portal

 L'element arquitectònic més destacat d'aquest carrer és el portal situat al començament d'aquest, delimitat per dos portals i que segueix una tipologia bastant comuna en aquest tipus de construccions defensives aprofitant els baixos de les cases. Aquest pas està cobert amb volta de canó i dibuixa una corba a l'esquerra per una raó estrictament militar-defensiva. El portal exterior del pas, ha estat modificat amb el temps i actualment no conserva l'estructura primitiva adovellada del seu arc de mig punt que ha estat substituïda per un arrebossat per consolidar-lo. Tanca el pas cobert un portal interior, d'arc de mig punt adovellat amb pedra local, de mida irregular i amb un treball bastant rústic. Així doncs, aquest pas cobert es tractaria de l'únic pas d'accés al clos murallat del primitiu nucli medieval de Talavera.

## Història
Talavera és un dels pobles més alts de la comarca de la Segarra, i és característica la disposició de les seves cases en un pendent orientat vers la capçalera del riu Ondara.